# مونيكا تشان
مونيكا تشان (بالصينية: 陳法蓉) هي مقدمة تلفزيونية وعارضة وممثلة صينية وهونغ كونغية، ولدت في 28 أكتوبر 1966 بهونغ كونغ في الصين. من الجوائز التي نالتها Miss Hong Kong Pageant ‏ سنة 1989.

## جوائز
- Miss Hong Kong Pageant [الإنجليزية]‏ (1989)

## وصلات خارجية
- مونيكا تشان على موقع IMDb (الإنجليزية)
- مونيكا تشان على موقع قاعدة بيانات الفيلم (الإنجليزية)